# Мансимов, Джошгун Бакир оглы
Джошгун Бакир Оглы Мансимов (10 июня 2003; Азербайджан, дислокация — Пермь, Пермский край, Россия) — российский рукопашник, чемпион России по рукопашному бою, входит в состав сборной команды России (2023).

## Биография
Родился 10 июня 2003 года. С юного возраста перебрался в Пермский край, начал тренироваться, а позже и выступать на юниорских соревнованиях. Мансимов тренируется в спортивном клубе «Тентурион» под руководством Екатерины Владимировны Бобрышевой.
Уже в 2018 году показал свои первые результаты на российском и международном уровне.
Выиграв первенство России в г.Ростов-на-Дону в последующем и первенство мира.
Более крупные результаты начались после окончания школы и в 18 лет выиграл первый чемпионат России среди мужчин в 2021 году г.Орел
И в последующем выигрывая чемпионаты России каждый год 
В 2023 году прошёл Чемпионат России по рукопашному бою, который проводился в Суздале. На Чемпионате было собрано 250 спортсменов из 44 регионов страны. Джошгун Мансимов выступал в весовой категории до 67 кг. Вместе со спортсменом за титул чемпиона сражались 24 бойца. Мансимов одержал четыре победы и стал чемпионом России.
После успешной победы, Мансимов продолжил входить в команду сборной России по рукопашному бою.

## Соревнования
- 2023 — Чемпионат России по рукопашному бою (Суздаль, Россия), победа, до 67 кг. Стал Чемпионом России по рукопашному бою[1][2][3].
- 2023 — Золото на Всероссийских соревнованиях   по рукопашному бою «Надежды России»[4], Санкт-Петербург, до 67 кг.
- 2022 — Чемпионат России по рукопашному бою, до 62 кг. (Рязань, Россия)[5].
- 2021 — Чемпионат России по рукопашному бою (Орел, Россия), победа, до 62 кг. Стал Чемпионом России по рукопашному бою.